# Porto de Pipas

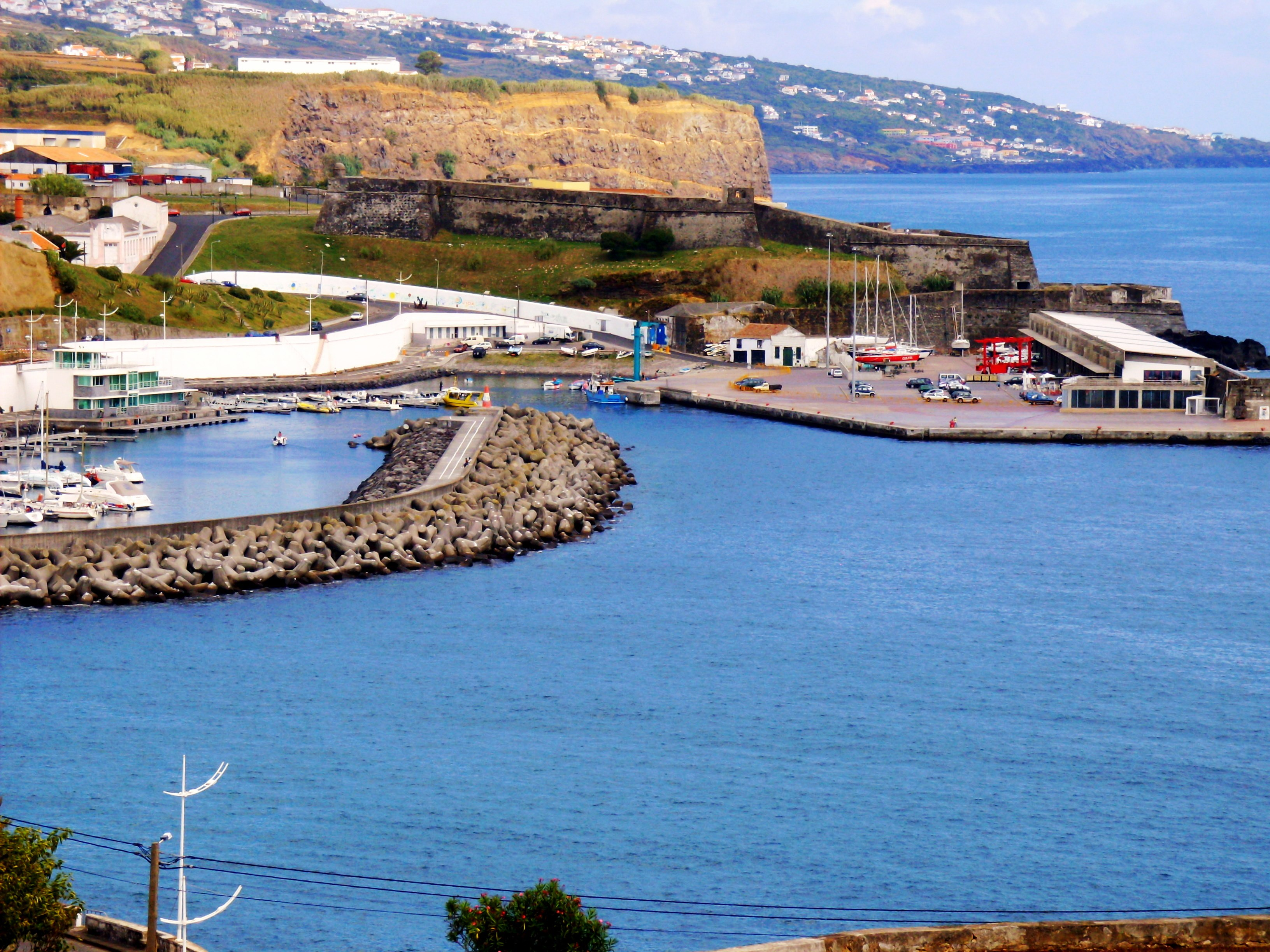
Porto de Pipas, Angra do Heroísmo: em segundo plano, o Forte de São Sebastião.

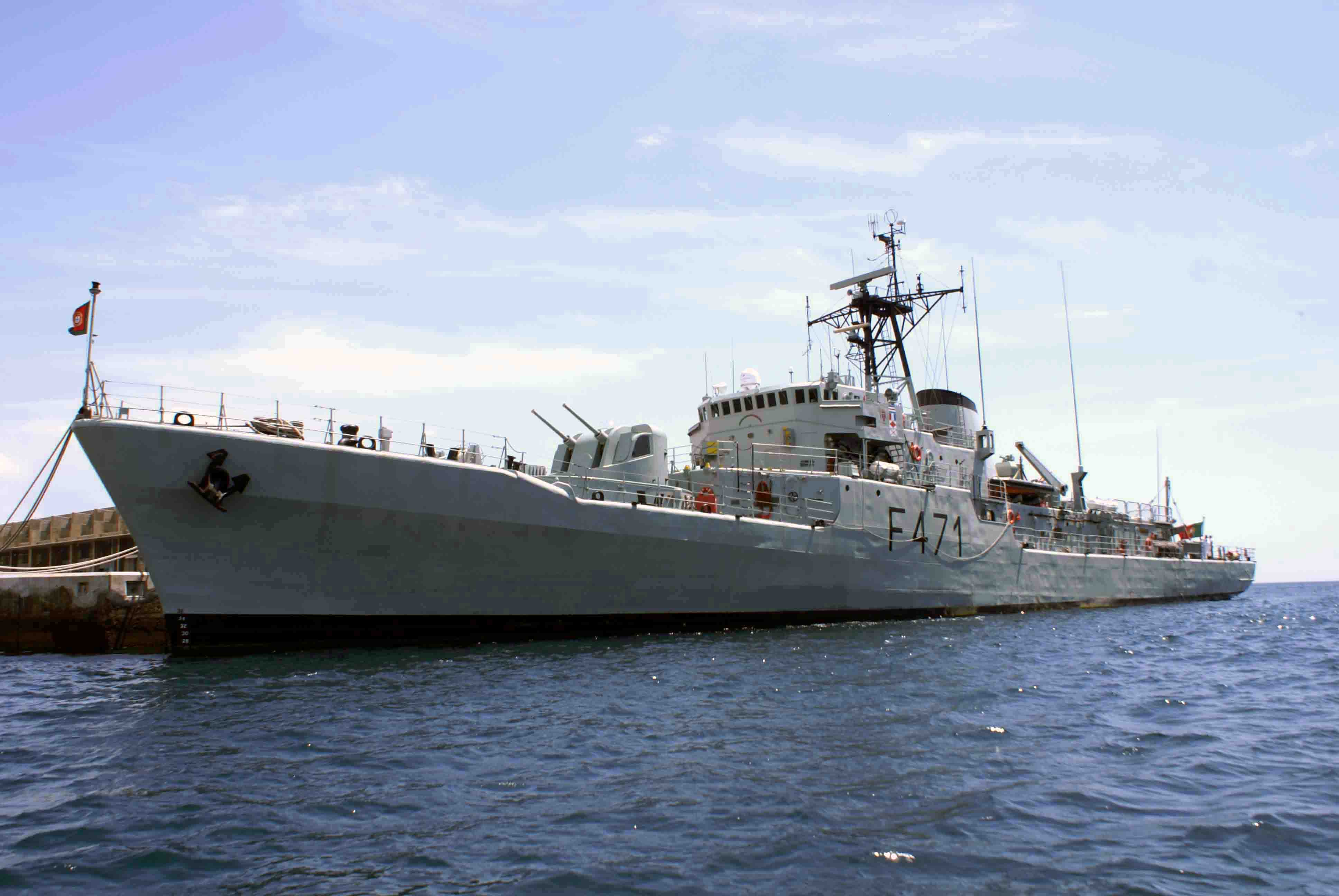
Fragata da Marinha Portuguesa no Porto de Pipas, Angra do Heroísmo.

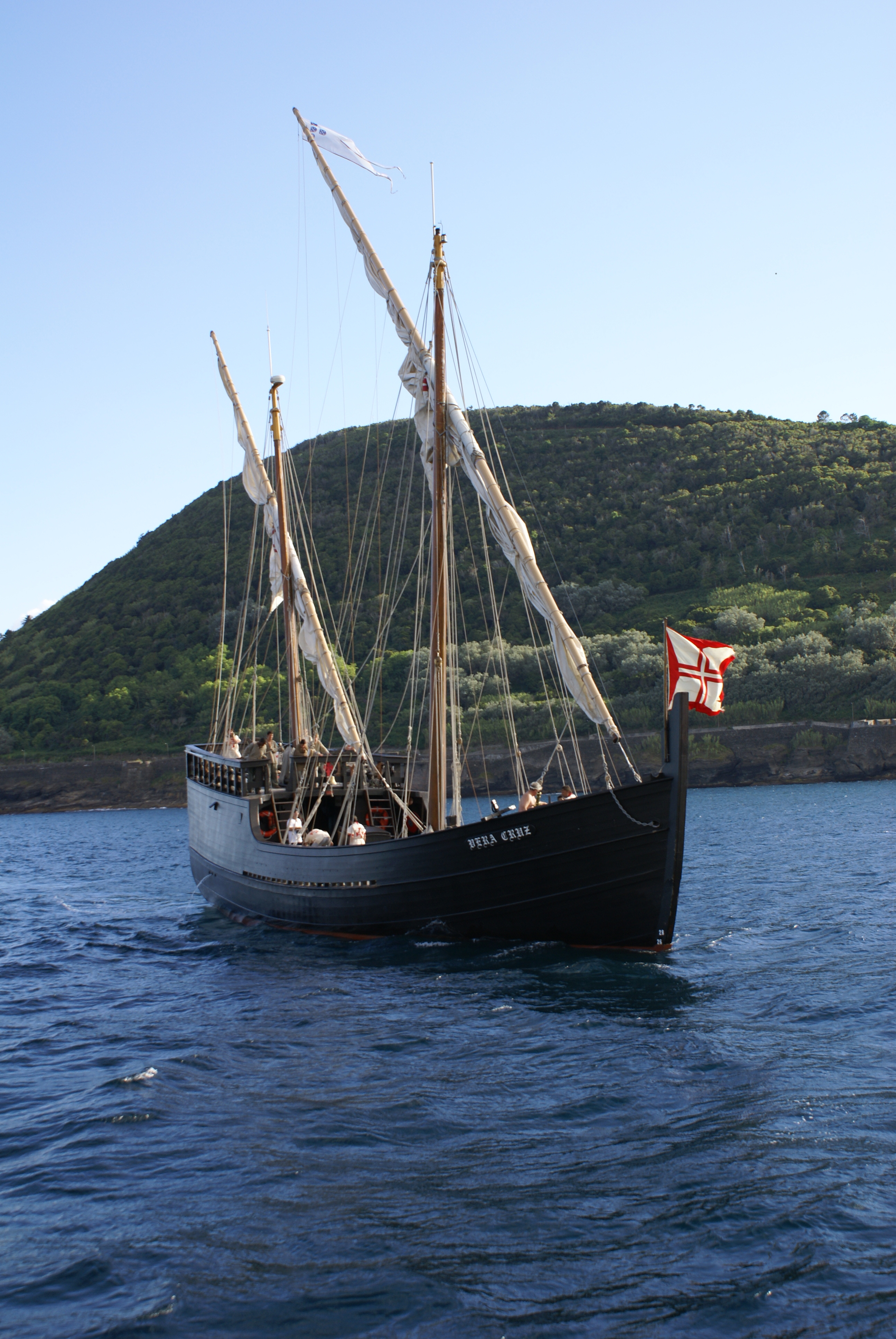
Caravela Vera Cruz a entrar no Porto de Pipas, festas São Joaninas, 2008, Angra do Heroísmo.

O Porto de Pipas, ou Porto de Angra do Heroísmo, localiza-se no centro histórico da cidade e do município de Angra do Heroísmo, na Ilha Terceira, nos Açores.
Trata-se de um porto histórico que remonta ao início do povoamento da ilha, quando se constituía em um pequeno ancoradouro na baía de Angra do Heroísmo.
Abrigado da violência das tempestadas pelo Monte Brasil e da cobiça de piratas e corsários pela Fortaleza de São João Baptista a Oeste e pelo Forte de São Sebastião a Leste, o Porto de Pipas foi a plataforma giratória que permitiu que Angra do Heroísmo se tornasse um importante centro redistribuição de bens de consumo, tendo assumido um papel central em termos de navegação de cabotagem.
Ainda no século XV assumiu o lugar de principal centro de distribuição de pessoas e mercadorias não apenas da ilha como também do Grupo Central dos Açores. A primeira informação arquitectural que existe a seu respeito é um desenho de Jan Huygen van Linschoten, datado do século XVI, mostrando apenas um pequeno ancoradouro. Ao longo dos séculos a sua estrutura foi sendo alterada, até dar lugar, já na década de 1960, ao actual cais acostável.
Com os Descobrimentos portugueses, particularmente das costas da América do Norte, da América do Sul e o caso particular do Brasil e mais tarde para a América Espanhola, como também para as costas de África e depois para a Ásia com a descobertas do caminho marítimo para a Índia o Porto das Pipas foi o ponto de encontro das embarcações que demandavam a Baía de Angra do Heroísmo. A este porto acostaram caravelas, naus, bergantins, galões, barcos carregados de riquezas e matérias exóticas, barcos de guerra para a defesa da frota mercantil como a conhecida Armada das ilhas.
Foi o único porto de estiva e transbordo a meio de Atlântico. Foi porto de aguada e de descanso dos marinheiros e também o local de aceso mais rápido aos cuidados de saúde para as tripulações doentes.
Neste porto acostou Vasco da Gama do seu regresso da Viagem Marítima à Índia e por ele passou o cortejo fúnebre de Paulo da Gama, irmão de Vasco da Gama que morreu na viagem de regresso da Índia e se encontra sepultado no Convento de São Francisco da cidade de Angra do Heroísmo.
Com a evolução das embarcações, e já nos finais do século XIX e ao longo de todo o século XX, o Porto das Pipas foi perdendo gradualmente a sua importância, e isto, principalmente devido ao aumento da dimensão dos navios e ao aparecimento da navegação aérea.
Assim foi no ano de 2004 que o Porto das Pipas deu por encerado um capítulo na sua longa história de mais de 500 anos como infra-estrutura portuária importante para o desenvolvimento da cidade de Angra do Heroísmo, da ilha Terceira e dos Açores e de Portugal Sendo substituído pelo Porto Oceânico da Praia da Vitória, o maior porto oceânico dos Açores, construído na cidade da Praia da Vitória.
Ao perder a sua vertente de cais de movimentação de cargas e passageiros, esta estrutura portuária ganhou uma nova vida e novos contornos, sobretudo ao nível estético e funcional e em termos de lazer.
Nos inícios de 2007 o Porto das Pipas abriu-se de novo ao mar como uma estrutura náutica de lazer.
Com esta requalificação do Porto procura-se a integração da cidade de Angra do Heroísmo enquanto cidade Património da Humanidade ao mar que lhe trouxe história.
Assim sendo esta infra-estrutura com a sua requalificação passou a ter zonas para oficinas de reparações navais e estacionamento de embarcações. Instalações de clubes desportivos e de apoio, cafés, bares e restaurantes com esplanadas. Aqui ainda se encontram os serviços da Junta Autónoma do Porto de Angra do Heroísmo, o Clube Ar Livre, o Angra Iate Clube, a capitania de Angra do Heroísmo e a Polícia Marítima, e apoio à Marina de Angra do Heroísmo.